# Mariaberg (Maastricht)
Pour les articles homonymes, voir Mariaberg.
Mariaberg est le nom d'un quartier situé à l'ouest du centre-ville de Maastricht.

## Toponymie
Le nom Proosdijveld (terrain de la prévôté) indique que ces terres étaient autrefois la propriété de la paroisse de Saint-Servais. Le nom de « village bleu » (Blauwdorp) a pour origine l'association d'habitation de l'église catholique romaine de Saint-Servais, qui a construit de nombreuses maisons dans ce quartier. La couleur bleue est associée au catholicisme, à l'opposition du rouge (socialisme). La plupart des noms de rues dans le Blauwdorp se réfèrent à l'artisanat et aux artisans. Les rues autour de l'église de Mariaberg sont nommées d'après des fleurs et des plantes. Les rues dans le secteur de Trichterveld se référent à des lieux dans les anciennes Indes néerlandaises.

## Géographie

### Situation
Mariaberg est délimité par le quartier de Biesland au sud, de Belfort à l'ouest, le quartier Brusselsepoort au nord et le quartier Kommelkwartier à l'est. Le quartier est adjacent au cimetière Tongerseweg. L'entrée du cimetière est situé sur Javastraat, en face des « maisons blanches ».

### Composition
Mariaberg se compose de trois parties :
- Blauwdorp, également appelé Proosdijveld (respectivement « village bleu » et « terrain de la prévôté ») : il s'agit du quartier de la classe ouvrière sur la Ruttensingel ;
- le Mariaberg en soi, entre Ruttensingel et Florasingel ;
- le Trichterveld, également appelé la « maison blanche », à l'ouest du Florasingel.

Le quartier a été construit sur un terrain accidenté, ce qui est particulièrement visible autour de l'église.

## Histoire
Après la destruction des fortifications au début du XXe siècle, le premier secteur est construit sur le côté ouest de Maastricht : le Blauwdorp. Les premières maisons de la Proosdijweg ont été attribuées, après une sélection rigoureuse du conseil de l'église, aux familles des « courageux » catholiques de la classe ouvrière. En 1917, les logements socialistes de Beter Wonen (« Mieux Vivre ») sont construits. Les maisons des deux secteurs – Blauwdorp et Beter Wonen – sont séparés par un mur. Au cours de la Seconde Guerre mondiale, une partie du Blauwdorp est touchée par une bombe faisant 28 morts. Lors du mouvement de renouvellement urbain des années 1970 et 1980, certains bâtiments du Blauwdorp ont été détruits ou rénovés.
La partie centrale du quartier, le Mariaberg d'origine, date de 1935, mais la plupart des constructions actuelles remontent à l'après-guerre. Trichterveld a été construit immédiatement après la Seconde Guerre mondiale. Il y avait, à cette époque, une pénurie de logements. Le Ministère de la reconstruction et du logement a alors développé un nouveau type de logements d'urgence, le bungalow. La ville de Maastricht a décidé de reconstruire cette zone. Ainsi, sur la Madoerastraat, 12 architectes ont construit une maison pilote. En fin de compte, le conseil municipal a confié le projet à Frans Dingemans.

## Population et société

### Services
Le quartier dispose d'un nombre limité de services de base. Il y a un petit centre commercial, plusieurs restaurants, un centre communautaire et une école d'enseignement spécialisé (l'école Michael). L'Église catholique romaine Cœur Immaculé de Marie (Kerk Onbevlekt Hart van Maria) n'est plus utilisée en tant que telle depuis 2011.

### Urbanisme
Sur les bords de l'arrondissement, le long de la Tongerseweg, la Hertogsingel et la Sint Annalaan se trouvent les bâtiments les plus anciens, en particulier des demeures datant de la fin du XIXe et du début du XXe siècle. Une ancienne station de tramway néo-classique, datant des années 1900 ou environ, se trouve sur Emmaplein.
Le terrain de la prévôté a été construit à partir de 1917 par la coopérative d'habitation Beter Wonen. Les complexes créés sont des architectes de l'école d'Amsterdam Gulden & Geldmaker. D'autres architectes de cette école ont participé à la construction de maisons pour les classes moyennes dans ce quartier, dont Hubert van Groenendael, H. de Ronde et Marres & Sandhövel.
En 1947, les 200 hébergements d'urgence de l'architecte Frans Dingemans furent finis dans le Trichterveld. Ce plan d'hébergements d'urgence se composait de maisons individuelles avec jardins. Ces maisons blanches sont toujours populaires, même si elles sont petites et datée. À l'avenir, avec une perspective de 15 à 20 ans, la plupart des « maisons blanches » seront remplacées par de nouveaux bâtiments de même style.
Le centre du quartier présente les caractéristiques d'un village. Les places et espaces verts donnent à cette partie du quartier un caractère distinctif. Après la Seconde Guerre mondiale, des condominiums ont été construits autour de la Fatimaplein. L'église de brique de Mariaberg, construite de 1951-1953, est l'une des dernières œuvres de l'architecte Alphons Boosten.
Au rond-point Annadal, se trouve l'Annadalflat de Gérard Snelder construit en 1961. À proximité se trouve un ensemble de bâtiments, qui était à l'origine une brasserie pour devenir le lieu où le fabricant de meubles Artifort fut créé. Une partie du bâtiment, dont les caves de la brasserie, a récemment été convertie en appartements. Sur Tongerseweg se trouve l'ancien complexe de studios de radiodiffusion régionale Sud (dit « ROZ »). De 2006 à 2012, le lieu a été aussi abrité le Muziekgieterij.

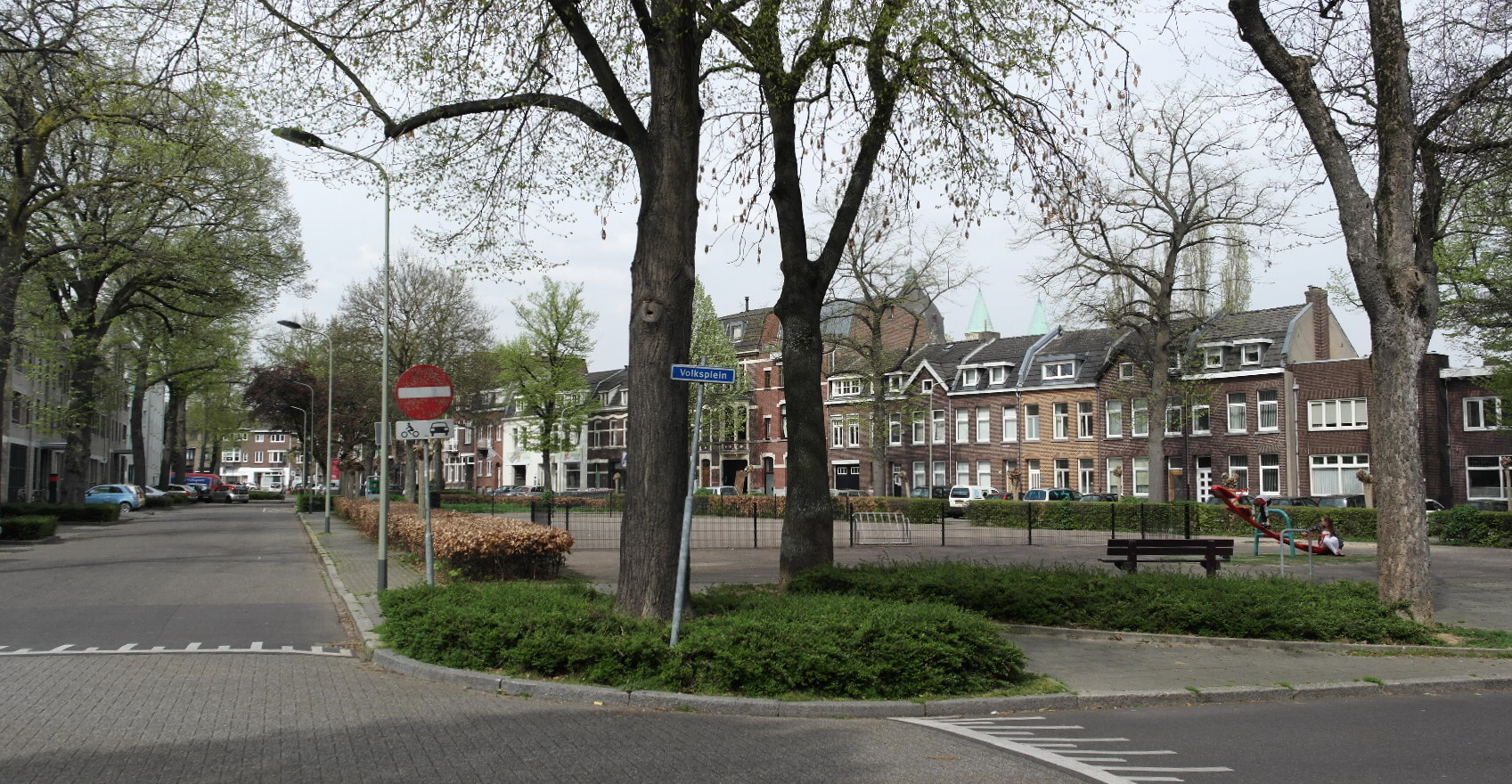
Volksplein (place du peuple) à Blauwdorp.
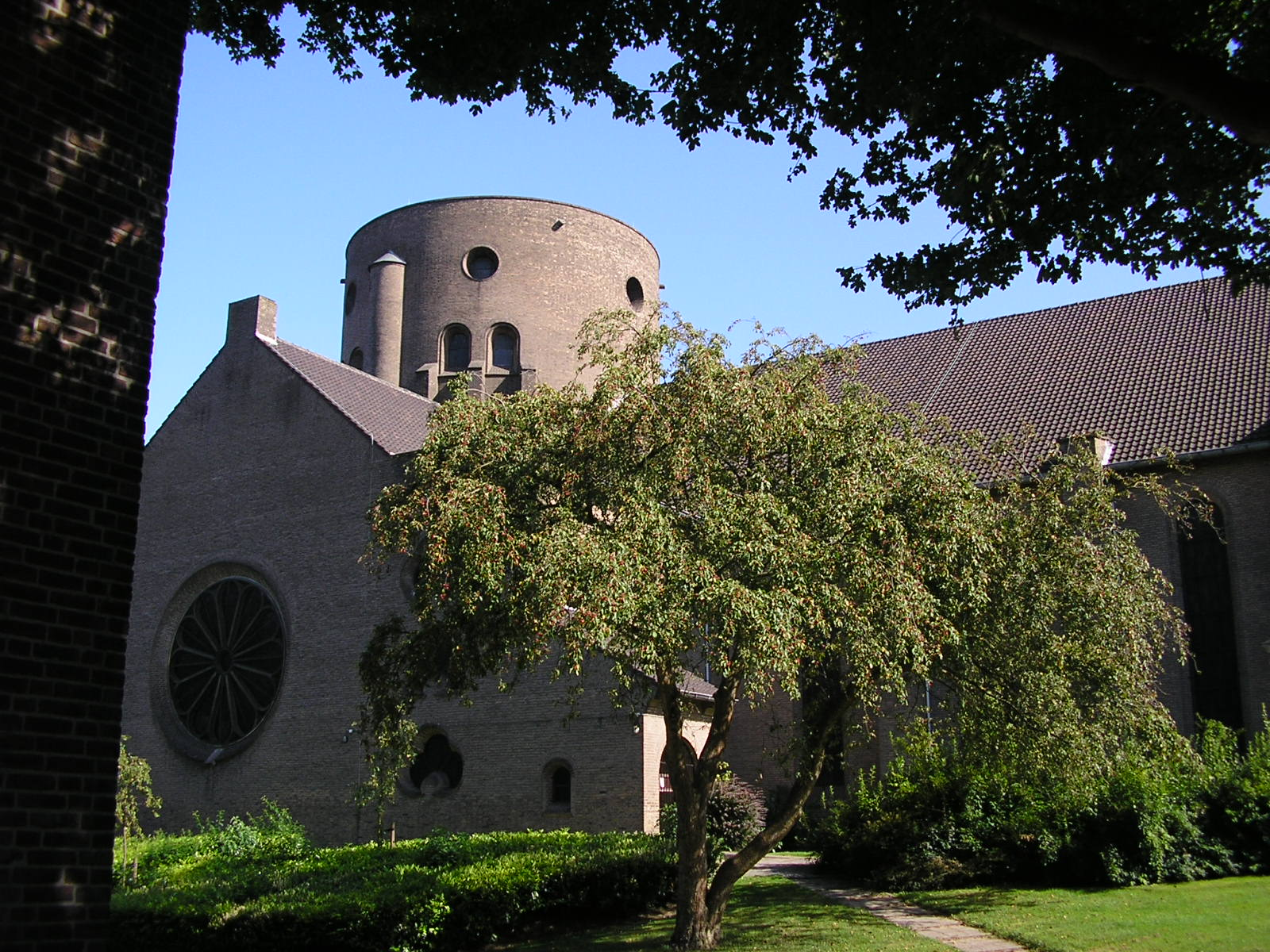
Ancienne église.
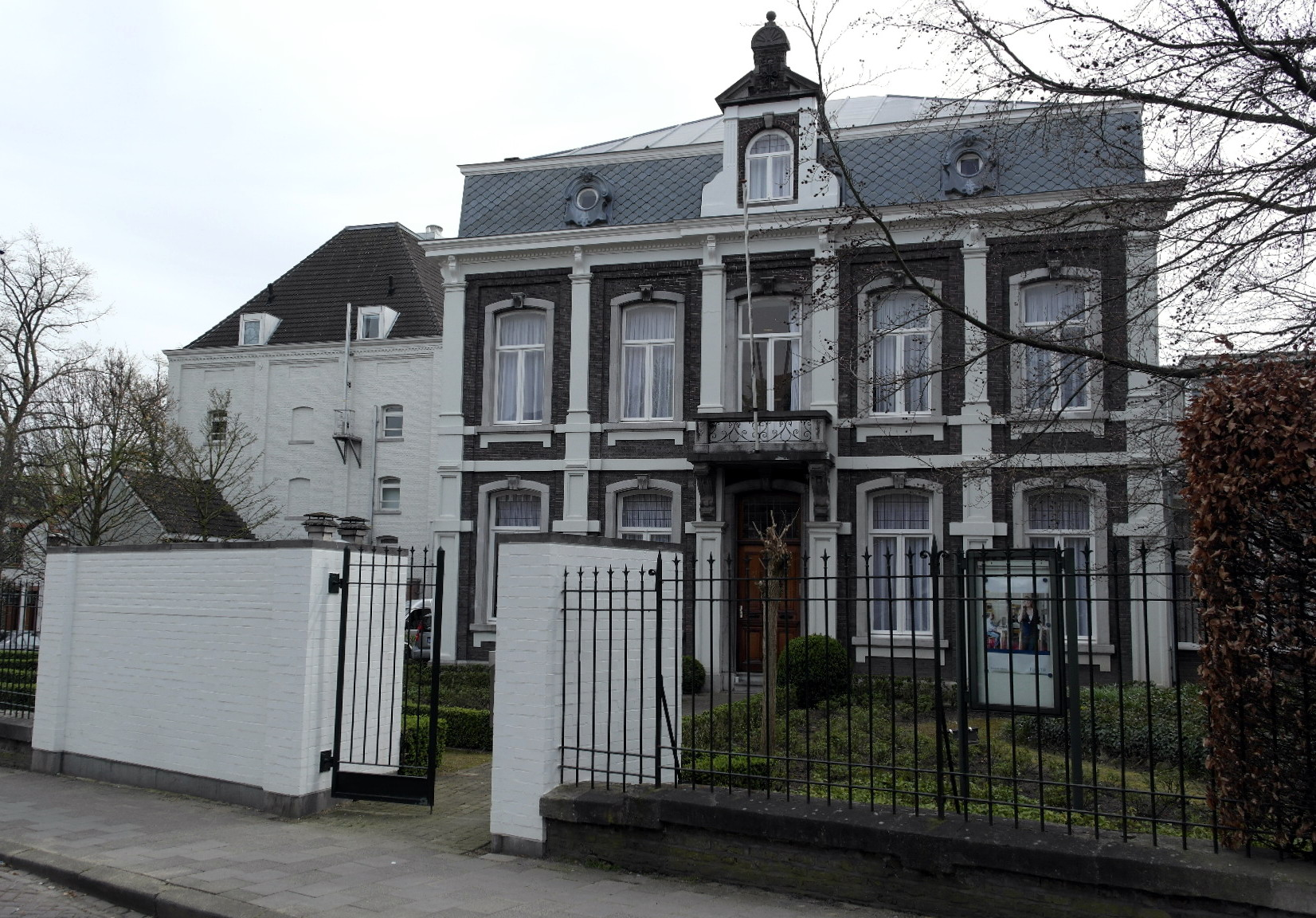
Villa Sint-Annalaan.
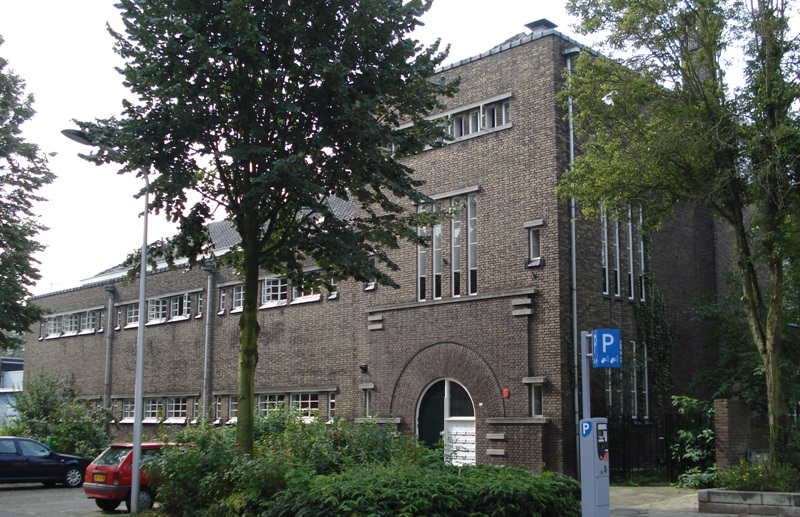
École Volksbondweg.
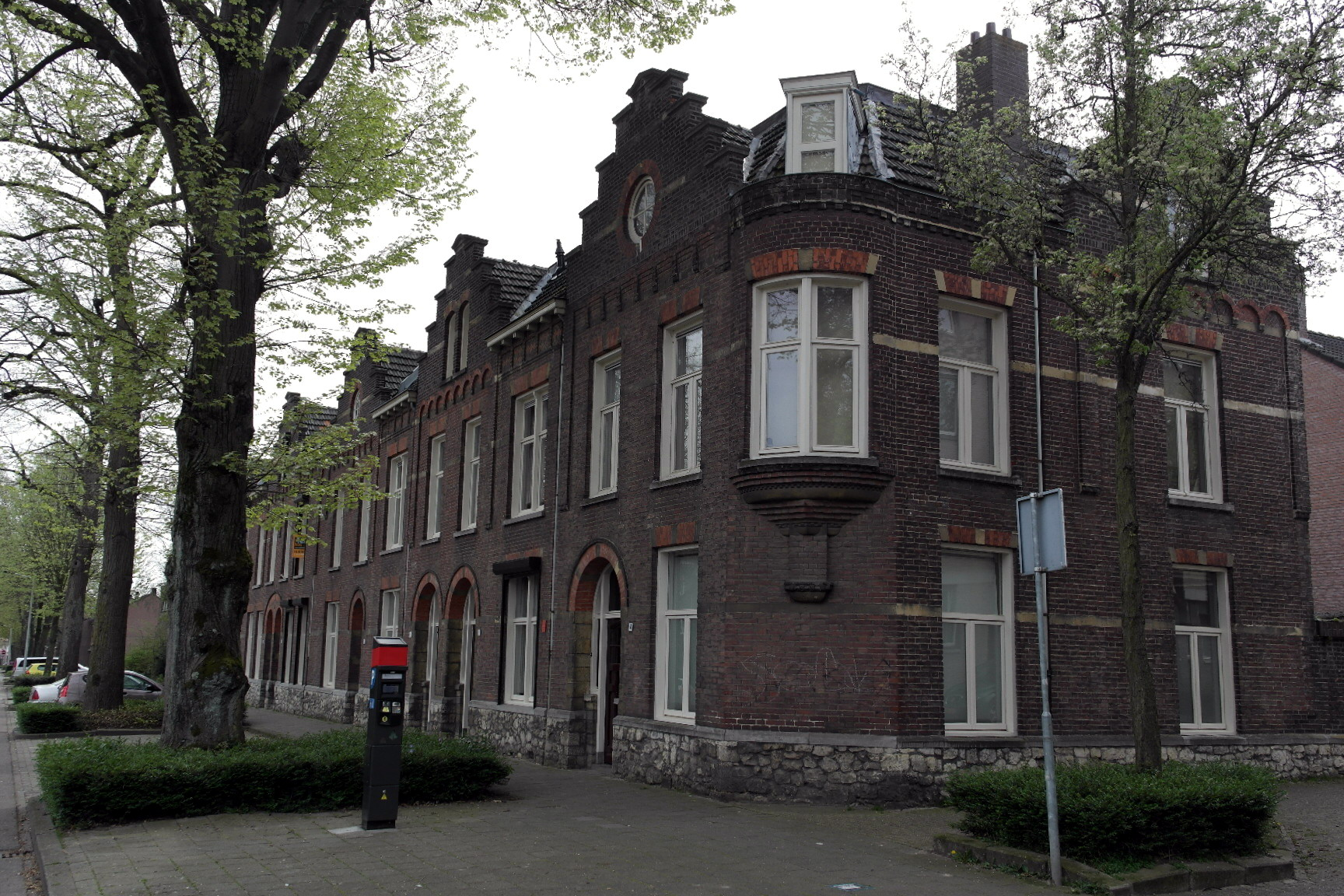
Habitation pour la classe moyenne à Volksplein.
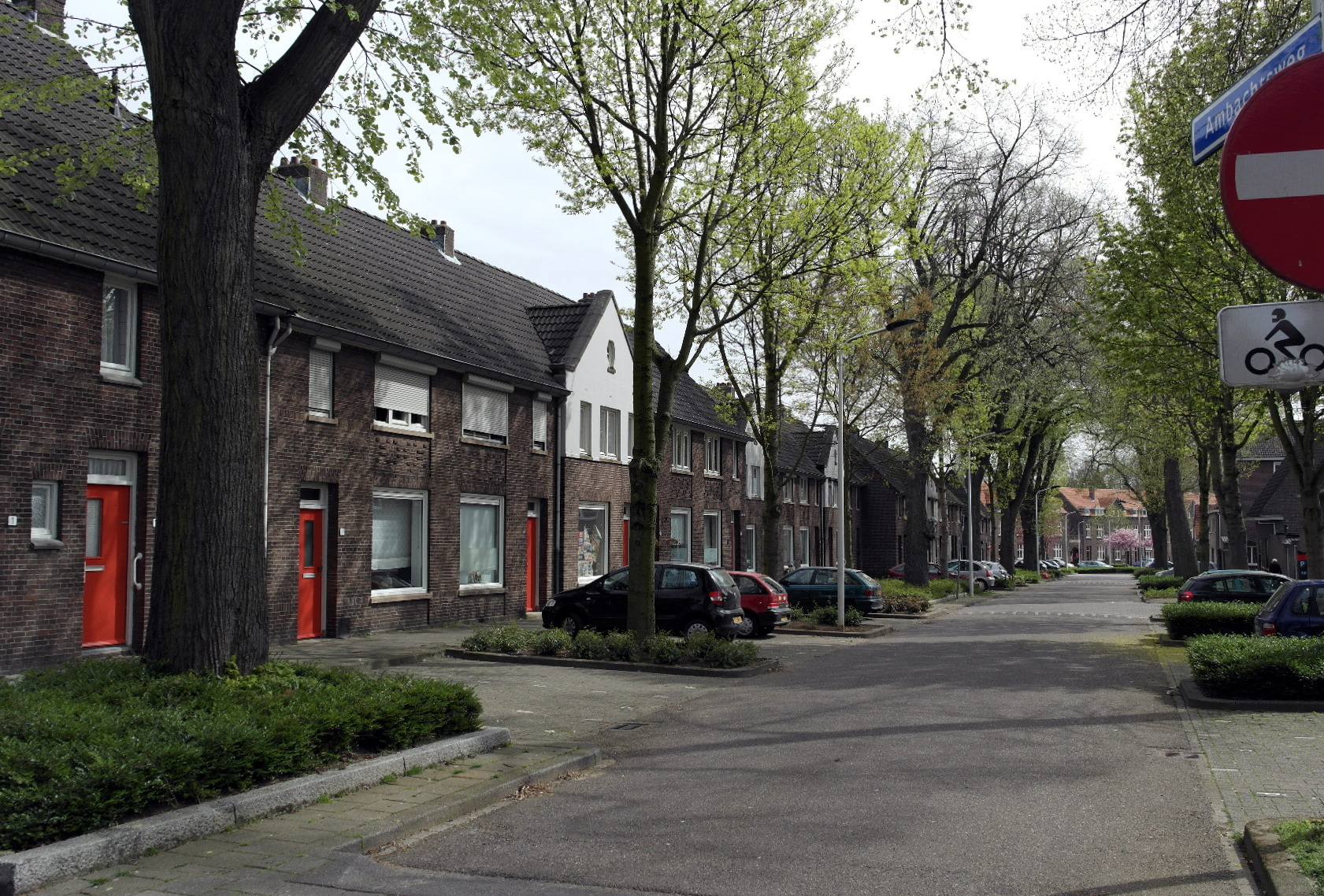
Maisons pour artisan sur Ambachtsweg.
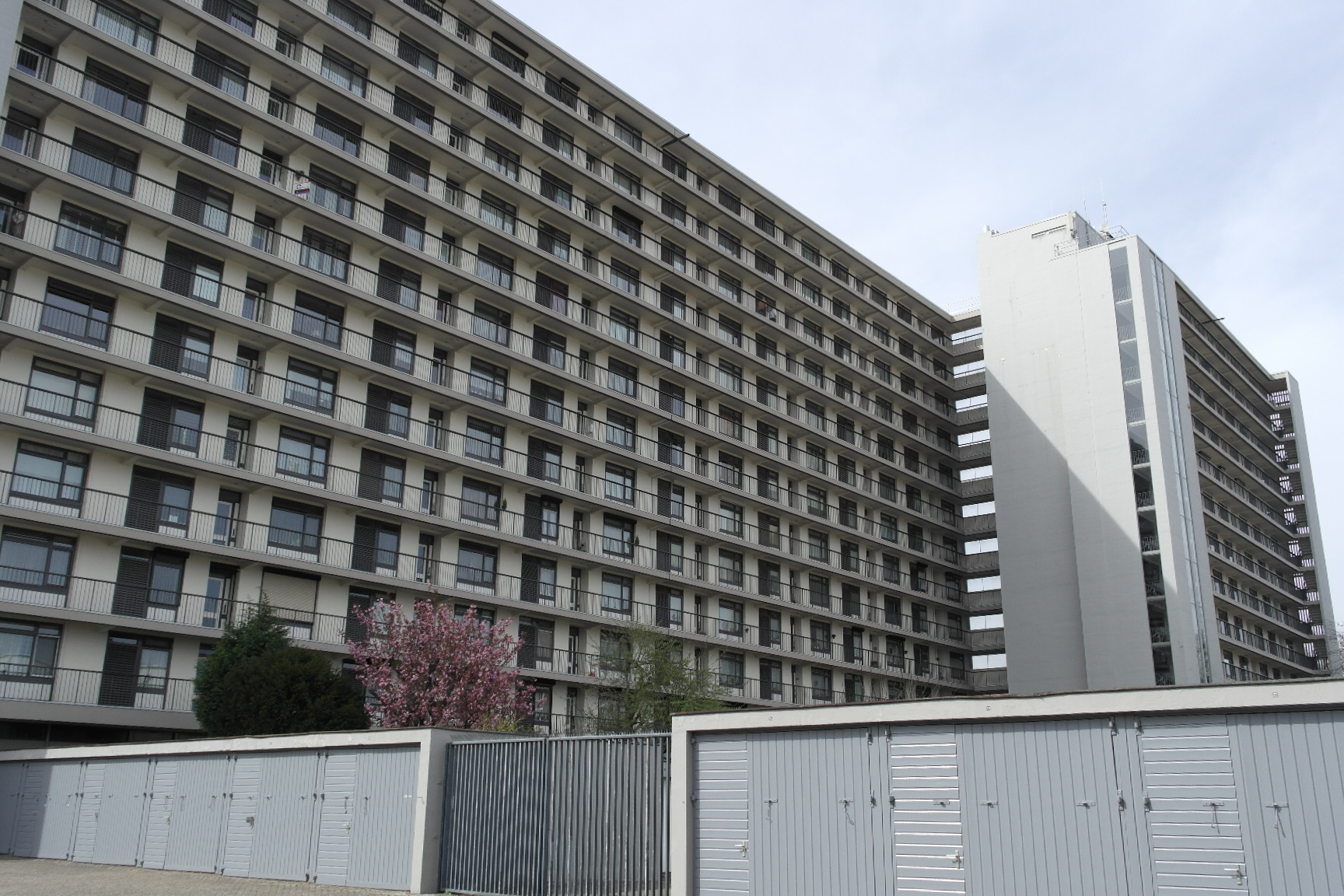
Annadalflat.
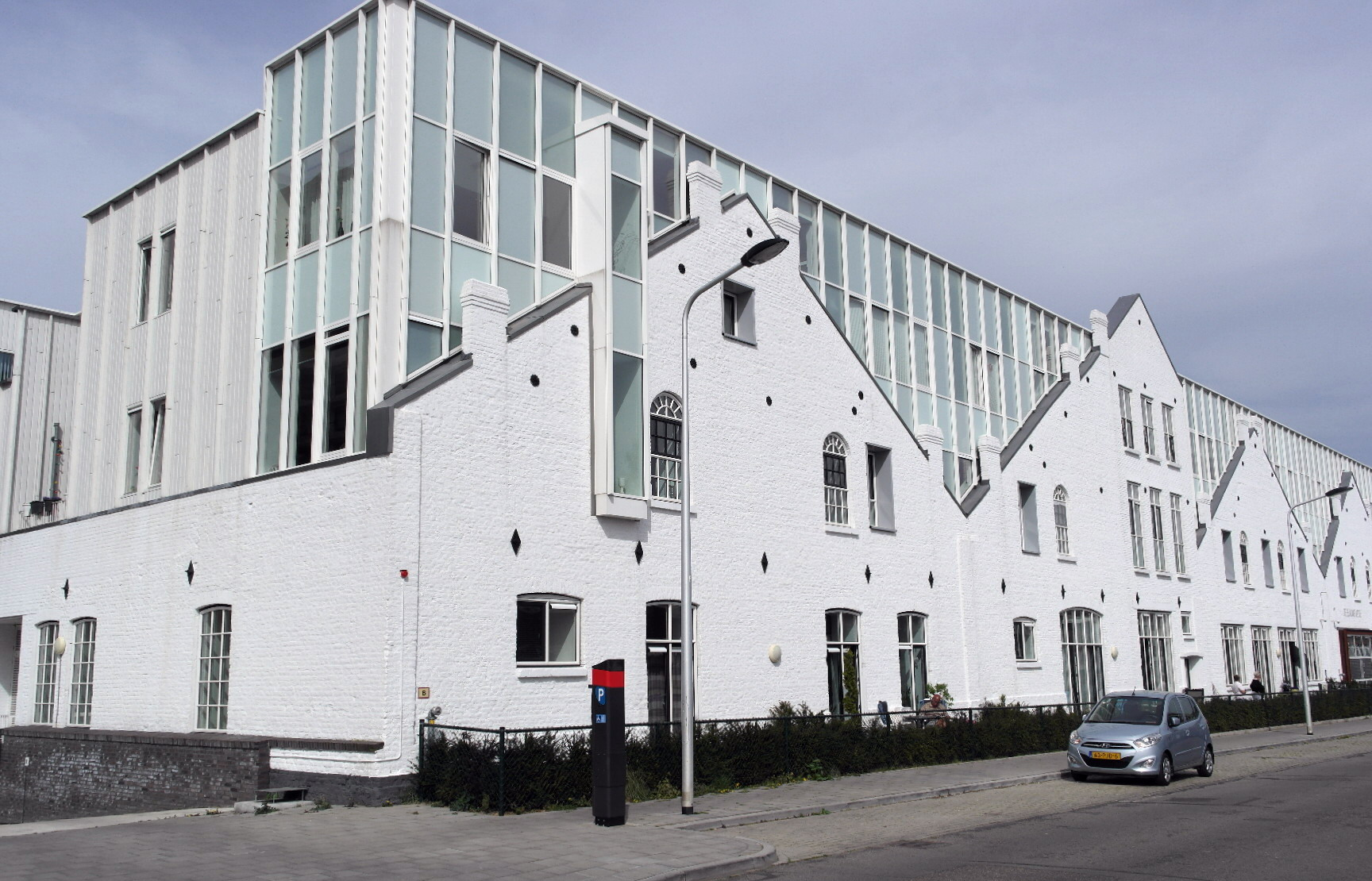
La nouvelle construction Artifort.
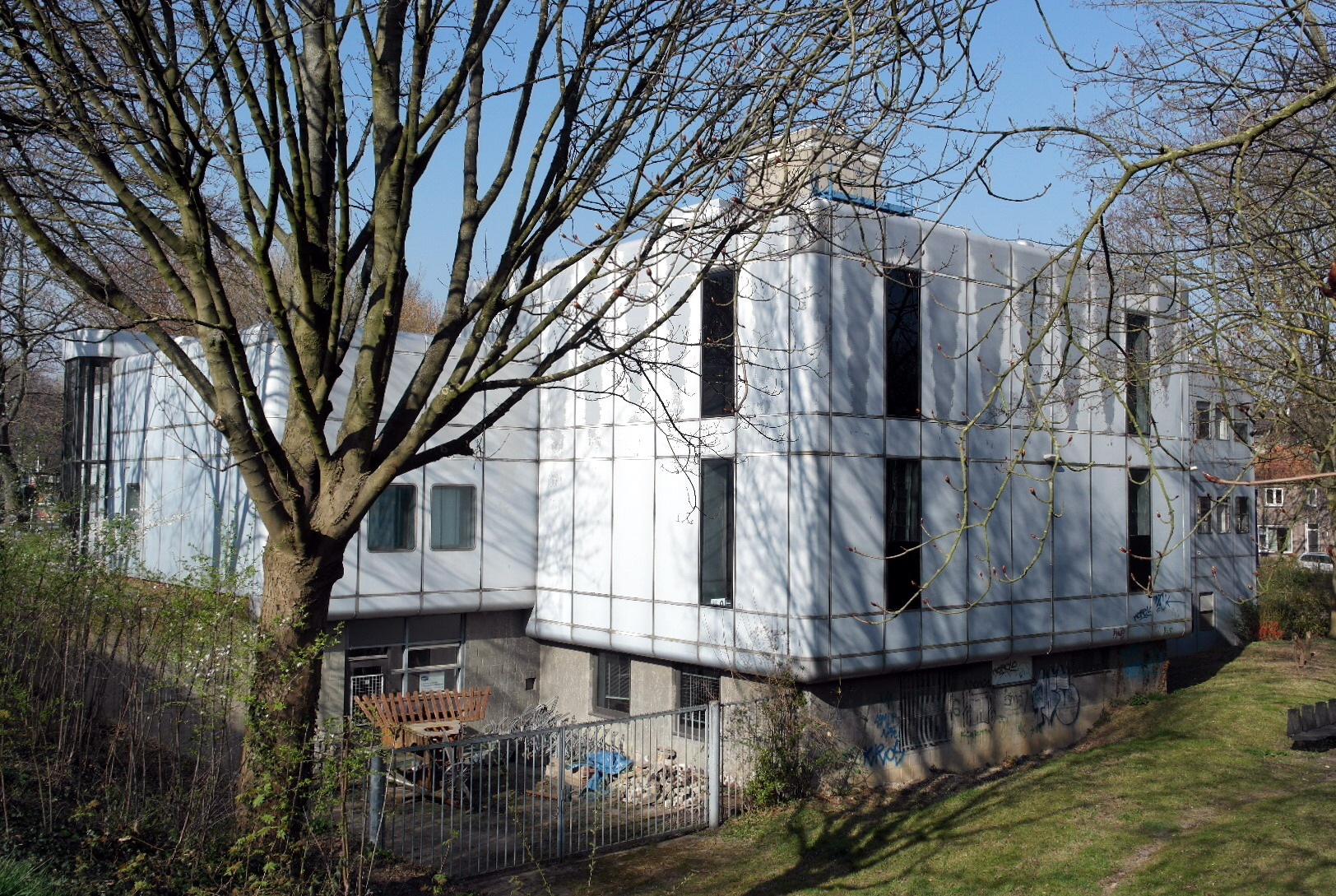
Ancien bâtiment du ROZ sur la Bankastraat.

## Sources
- (nl) Cet article est partiellement ou en totalité issu de l’article de Wikipédia en néerlandais intitulé « Mariaberg (Maastricht) » (voir la liste des auteurs).

## Compléments